# Jeff Koons
Jeff Koons (ur. 21 stycznia 1955 w Yorku w Pensylwanii) – amerykański artysta. Zajmuje się malarstwem i rzeźbą.

## Biografia

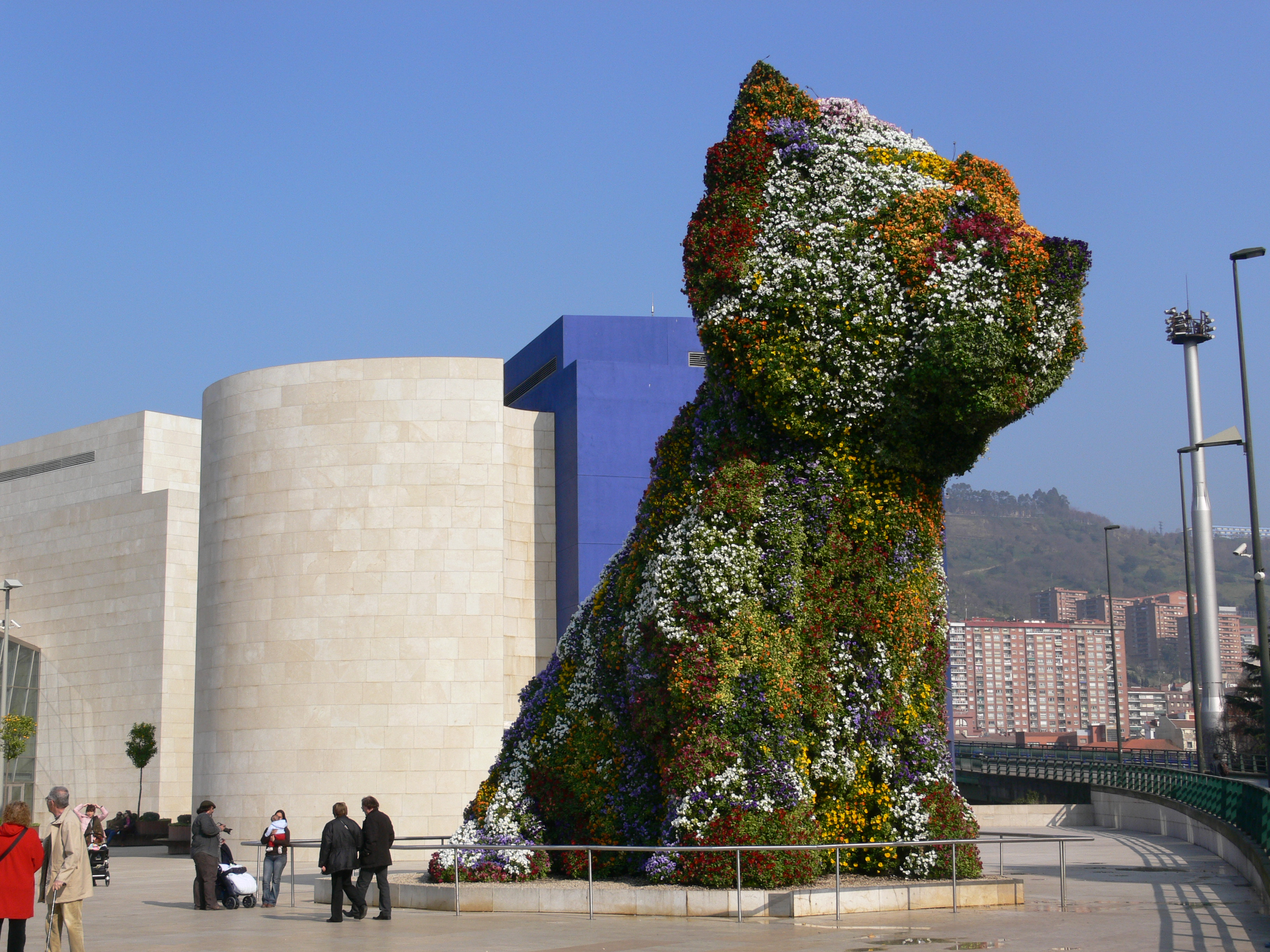
Puppy w Bilbao

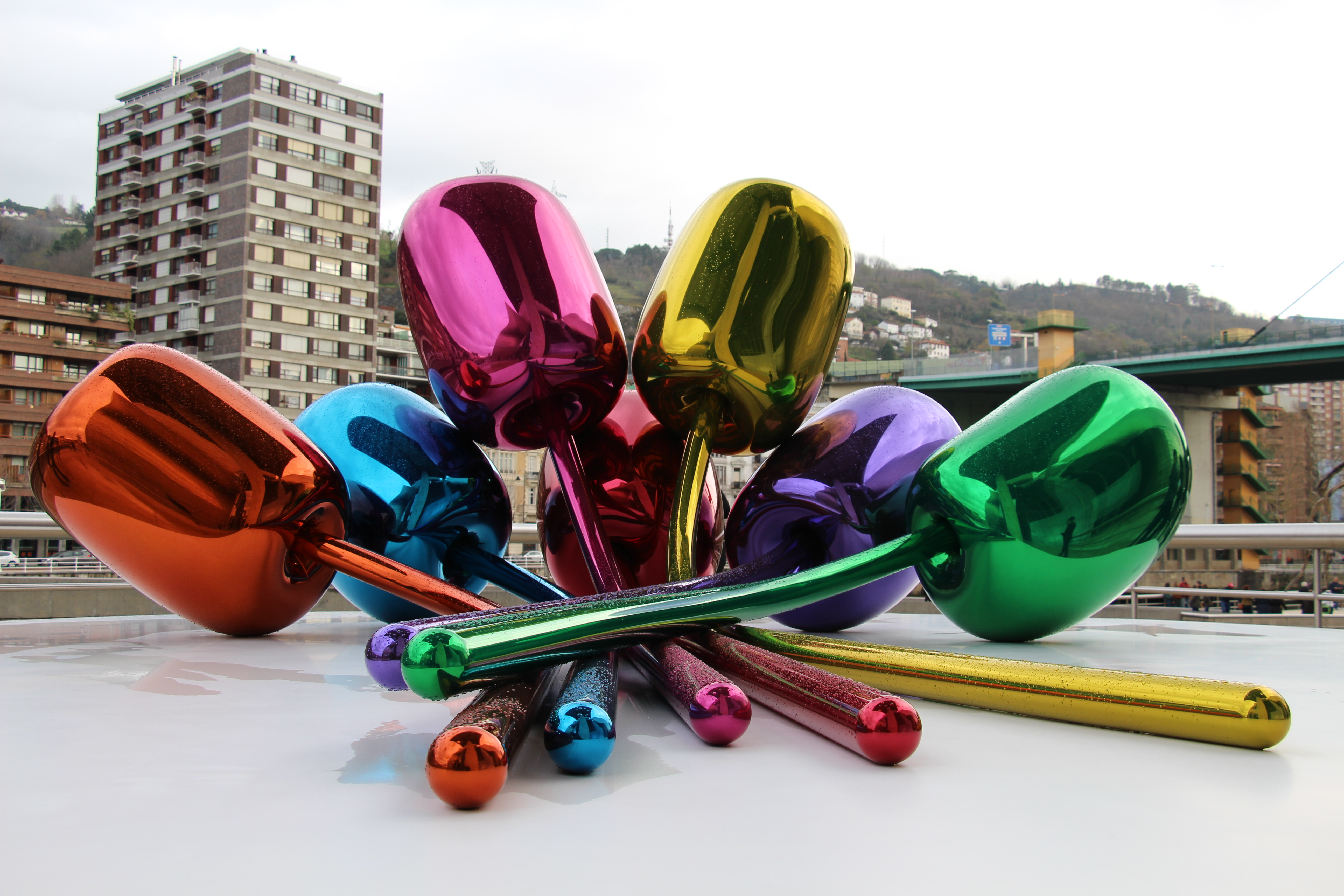
Tulips w Bilbao

Już jako ośmiolatek kopiował dzieła dawnych mistrzów, sprzedając je potem w sklepie meblowym swojego ojca. Studiował w Maryland Institute College of Art w Baltimore oraz w Art Institute of Chicago. Zaraz po ukończeniu studiów został uznany za jednego z najbardziej obiecujących współczesnych artystów.
W roku 1991 poślubił włoską gwiazdę filmów pornograficznych Ilonę Staller (Cicciolinę), która pozowała mu do cyklu erotycznych rzeźb i obrazów. Ich małżeństwo przetrwało zaledwie rok. Już po rozwodzie urodził im się syn Ludwig, który stał się przedmiotem długiej batalii sądowej o prawo do opieki. Staller wprawdzie ostatecznie przegrała, ale syn pozostał z nią we Włoszech.
Kontynuuje idee dadaizmu i pop-artu – używa przedmiotów codziennego użytku, zabawek jako ready mades, inspiruje się reklamą, jego dzieła bardzo często przypominają powiększone drobnomieszczańskie bibeloty. Analizuje ukryte mechanizmy władzy w oparciu o obserwacje kina, popkultury i reklamy.
Na początku lat 90. wykonał ze szkła i plastiku cykl rzeźb Made in Heaven, przedstawiający go wraz z żoną w pozycjach z kamasutry, a utrzymanych w kiczowatej stylistyce.
W 1992 zasłynął dzięki ogromnej rzeźbie z wielokolorowych kwiatów Puppy. Była ona wystawiana m.in. w Nowym Jorku, Sydney i Bilbao. Tworzył cykle malarskie (np. Celebration 1995–1998) i rzeźbiarskie (Easyfun, 1999–2000).
W maju 2019 roku rzeźba Rabbit Jeffa Koonsa została sprzedana za ponad 91 milionów dolarów. Tym samym Koons został najdroższym żyjącym artystą.

## Wystawy
- Jeff Koons, Pałac królewski w Wersalu, 2008,
- Blumenmythos – van Gogh bis Jeff Koons, Fondation Beyeler, Basle, 2005,
- Retrospektiv, Astrup Fearnley Museet for Moderne Kunst, Oslo, 2004,
- Paintings, Photo, Prints 1980 – 2000, Kunsthalle Bielefeld, 2002,
- Puupy, Rockefeller Center, New York, 2000-2002.